# Comunitats permanents
S'anomenen comunitats permanents a les comunitats vegetals típiques de la vegetació azonal. El nom es deu al fet que amb el temps no evolucionen, i no segueixen la lògica de la successió vegetal que les portaria a la comunitat climàcica. Aquest dinamisme només el presenta la vegetació zonal.